# Táboranka

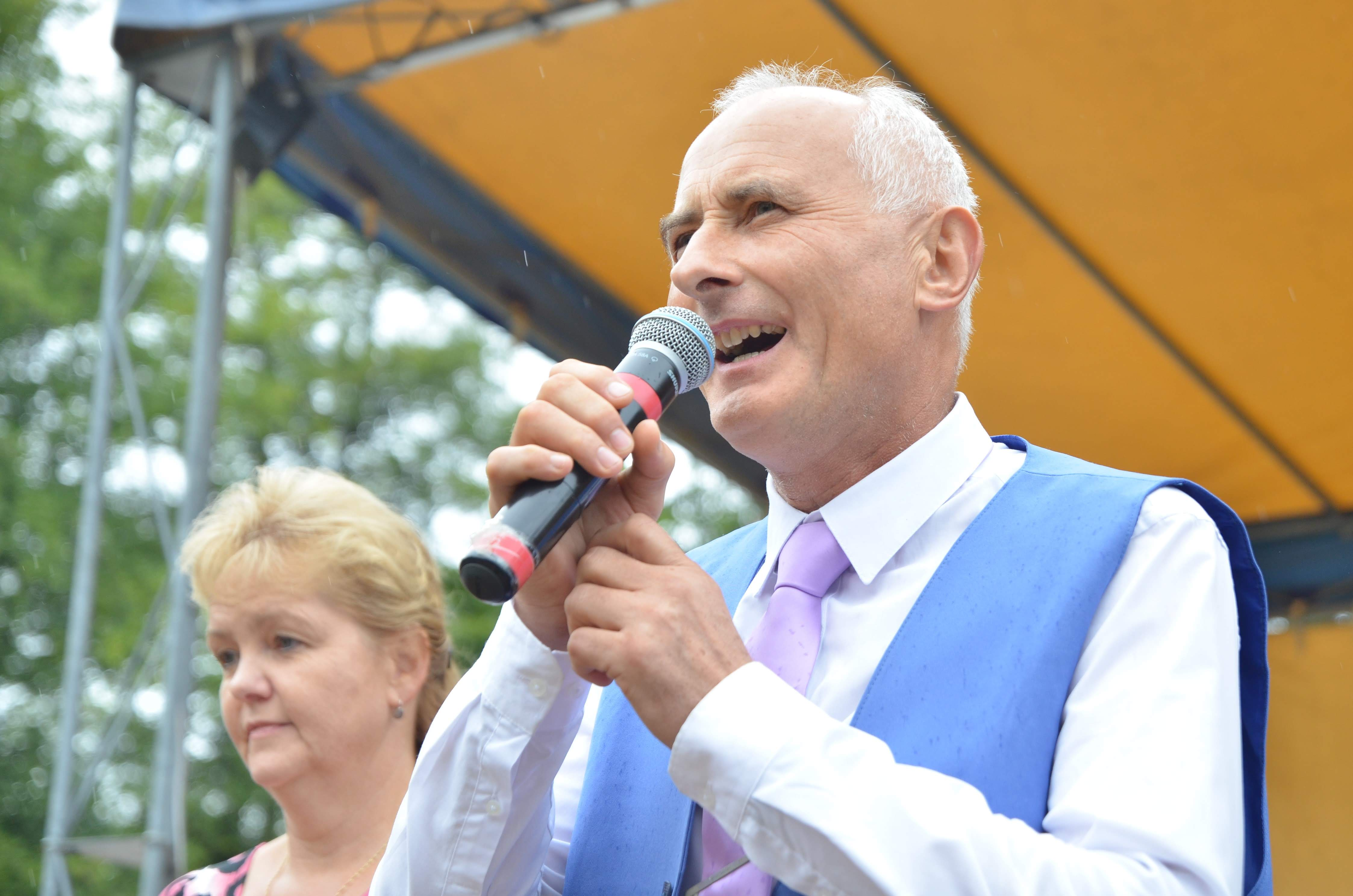
kapelník Táboranky, Jiří Jína

Dechová hudba Táboranka je kapela složená z muzikantů z Podkrkonoší z okolí Košťálova, kde má i zázemí. Pojmenována byla v roce 1999 podle hory Tábor, která stojí u Lomnice nad Popelkou, asi 7 km jihozápadně od Košťálova. Navazuje na kapelu v Nové Vsi nad Popelkou, založenou roku 1920, kterou postupně vedli Václav Mizera, Josef Čapek, Josef Mizera, a v 90. letech Ladislav Ševců, který ji v červenci 1999 předal členovi kapely Jiřímu Jínovi z Košťálova. Z rodiny Jínových v kapele v roce 2011 účinkovalo 8 členů, mladí Jínovi kapelu omladili tím, že přivedli postupně do kapely své spolužáky ze škol, takže věkový průměr kapely byl dle článku z roku 2011 kolem 25 roků. Podle článku Jičínského deníku z roku 2011 se „vyhoupla mezi nejznámější nejen v regionu, ale i po celé České republice“. Kapela má 16–20 členů a je náborovým prostředím pro nové muzikanty ze základních uměleckých škol a konzervatoří. V repertoáru má známé pochody, polky a valčíky klasiků české lidovky (Kmoch, Vacek, Vejvoda, Bláha, Poncar, Hotový, Borovička, Fuka, Kubeš) i písně současných českých a moravských autorů (Josef Vejvoda, Vlasta Dvořák, Ada Doško, Jan Lipold, Antonín Pecha, Josef Konečný, Blahoslav Smišovský, František Kotásek, František a Václav Maňas, František Brhel, Jiří Vrána, Miroslav Kolstrunk jun.). Kapelník Jiří Jína se syny jsou také autory muziky ke skladbám, které pro Táboranku otextoval Miloň Čepelka – Když nám hraje Táboranka, Zelený rozmarýn, Ty jsi pro mě. Od roku 2003 společně se sborem dobrovolných hasičů a obecním úřadem Košťálov pořádá přehlídky dechových kapel v Košťálové, kam kromě dechových souborů nejen z okolí každoročně zve i známé osobnosti a profesionální kapely.

## Diskografie
- 2008: Od Tábora až k Vám…
- 2010: Když vám hraje Táboranka
- 2012: Jsi štěstím mým

Všechna tři CD kapela nahrála ve studiu Českého rozhlasu v Praze-Karlíně pod hlavičkou vydavatelství Ladislava Kubeše, zvukařem byl ve všech případech Karel Fisl a hudební režii vedl Milan Wolf.